# Potamogeton polygonifolius
La espiga de agua  (Potamogeton polygonifolius) es una planta herbácea acuática de la familia de las potamogetonáceas.

## Descripción
Se distingue de Potamogeton natans por sus hojas sumergidas provistas de lámina, que desparecen pronto; por la unión de la lámina foliar con el peciolo de las hojas flotantes, que no presentan el pliegue característico de la espiga de agua y por sus aquenios de 2-2,5 mm.

## Distribución y hábitat
Europa. También en la península ibérica. En remansos de ríos y arroyos.

## Taxonomía
Potamogeton polygonifolius fue descrita por Pierre André Pourret y publicado en Mémoires de l'Académie des Sciences, Inscriptions et Belles-Lettres de Toulouse 3: 325. 1788.
Citología
Número de cromosomas de Potamogeton polygonifolius (Fam. Potamogetonaceae) y táxones infraespecíficos: 2n=26
Sinonimia
- Potamogeton cyprifolius Lowe ex Graebn.
- Potamogeton heterophyllus Biroli
- Potamogeton intermedius Cham. & Schltdl.
- Potamogeton microcarpus Boiss. & Reut.
- Potamogeton natans var. minor Mert. & W.D.J.Koch ex Lej. & Courtois
- Potamogeton oblongus Viv.
- Potamogeton oblongus f. lancifolius Cham. & Schltdl.
- Potamogeton polygonifolius subsp. microcarpus (Boiss. & Reut.) Nyman[4]

## Nombre común
- Castellano: espiga de agua, hierba de agua.[5]